# Mathieu Vadepied
Mathieu Vadepied (geb. 25. Mai 1963) ist ein französischer Kameramann, Filmregisseur und Drehbuchautor.

## Werk
Mathieu Vadepied ist seit Anfang der 1990er Jahre als Kameramann tätig. Bis heute war er an 20 Produktionen, darunter viele Kurzfilme, beteiligt. Er wurde 2002 und 2012 für den César in der Kategorie Beste Kamera nominiert.
Ab Mitte der 2000er-Jahre trat Vadepied auch als Filmregisseur und Drehbuchautor in Erscheinung. Nach ersten Kurz- und Dokumentarfilmen drehte er mit La vie en grand (2015) seinen ersten Spielfilm. Darauf folgte die Regie bei der Fernsehserie In Therapie (2021). Sein zweiter Spielfilm Tirailleurs (2022) wurde als Eröffnungsfilm der Nebensektion Un Certain Regard des 75. Filmfestivals von Cannes ausgewählt.

## Filmografie (Auswahl)

### Kameramann
- 1992: Samba Traoré
- 1999: Die Skrupellosen (Les vilains)
- 2001: Lippenbekenntnisse (Sur mes lèvres)
- 2010: In deinem Bann gefangen (Contre toi)
- 2011: Ziemlich beste Freunde (Intouchables)
- 2011: Folles humanités (Dokumentarfilm)

### Regie
- 2005: Le souffle (Kurzfilm, auch Drehbuch)
- 2005: Mille soleils (Kurzfilm, auch Drehbuch)
- 2009: Impression (Dokumentar-Kurzfilm)
- 2011: Folles humanités (Dokumentarfilm)
- 2015: La vie en grand
- 2021: In Therapie (En thérapie, 18 Folgen)
- 2022: Mein Sohn, der Soldat (Tirailleurs)